# Völkermarkt
Völkermarkt é um município da Áustria localizado no distrito de Völkermarkt, no estado de Caríntia.